# Pastel de ángel

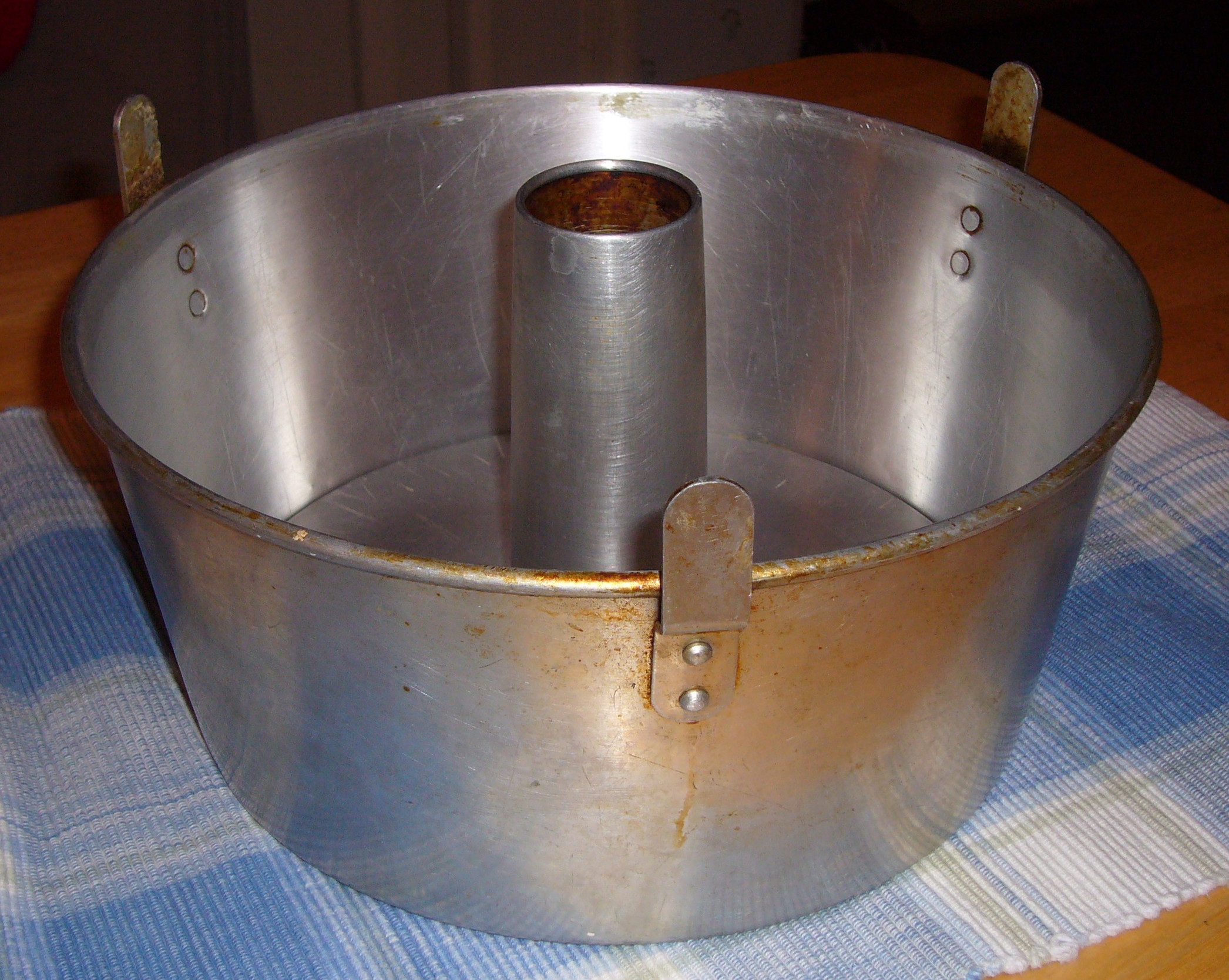
Molde de pastel de ángel.

El pastel de ángel es un tipo de bizcocho originario de Norteamérica que se popularizó primero en los Estados Unidos a finales del siglo XIX. Se llama así debido a su ligereza, se considera «comida de ángeles».

## Preparación
Para preparar pastel de ángel hay que montar clara de huevo, añadiéndola entonces con cuidado a los demás ingredientes. Para que este proceso resulte es mejor emplear harina hecha de trigo tierno. Esto resulta en un sabor y textura muy ligeros. Se añade cremor tártaro a la mezcla para hacer que las claras batidas mantengan su estructura.
El pastel de ángel suele cocerse en un molde alto y redondo con un tubo saliendo del centro que deja un agujero en esa parte del dulce. También puede usarse un molde bundt, pero los laterales ondulados pueden complicar el desmoldado. El tubo del centro permite que la masa suba más «trepando» por todas las paredes del molde. Tras la cocción, se da la vuelta al molde mientras se deja enfriar el dulce para evitar que éste baje. El pastel de ángel puede glasearse a veces, pero a menudo se cubre con algún tipo de salsa, como salsa de fruta dulce. Recientemente muchos cocineros (Alton Brown en especial) han popularizado la idea de añadir especias aromáticas al pastel, como macis o clavo.

## Variantes
En el Reino Unido se llama angel cake a un pastel compuesto por tres capas rectangulares de bizcocho, de color blanco, rosa y amarillo (no necesariamente en este orden). Las capas suelen separarse con un poco de crema.
Existe una variedad de tarta de chocolate conocida como Pastel del Diablo que se considera la «contrapartida» del pastel de ángel y es otro dulce popular en Estados Unidos que se desarrolló más tarde. A diferencia del pastel de ángel no es un bizcocho sino un tipo de pastel de mantequilla.